# Broadway the Hard Way
A Broadway the Hard Way  Frank Zappa az 1988-as, utolsó turnéjának különböző helyszínein felvett élő albuma. Először bakelit formátumban jelent meg Zappa Barking Pumpkin kiadójánál rajta mindössze 9 számmal, nem sokkal később CD formátumban a Rykodiscnál 1989-ben, már 17 dallal.

## A Broadway The Hard Way turné
Zappa már az 1984-es (húszéves jubileumi) turnéját is az utolsónak tervezte ("az utolsó turné utolsó dala" – olvasható az 1984-es Does Humor Belong in Music? kísérőfüzetében a záródalnál), de már az 1982-es koncertsorozat után is nagyon keserűen nyilatkozott a koncertezésről: akkor több fellépést tettek lehetetlenné különböző lázadások, rendbontások vagy rendőri beavatkozások. Ezek után nagy meglepetést és várakozást keltett, hogy 1987 őszén újra próbálni kezdett és meghallgatásokat tartott egy majdani zenekar zenészeit keresve.
A terve egy nagy, sok fúvóssal kiegészített zenekar felállítása volt, a kezdeti próbák idején a korábbi zenésztársak közül Tommy Mars, Flo & Eddie vagy Ray White is felbukkant, ők végül mégsem lettek részei a csapatnak. A csapat magját többé-kevésbé a 84-es felállás adja, de érdekesség például, hogy a régi nagy nevek közül a 72-74-es együttműködések után újra Zappánál zenél Bruce Fowler harsonás.
A turnét Broadway The Hard Way címmel promotálták, a zenekar februártól júniusig Amerika nyugati parti helyszíneitől eljutott Európáig (hozzánk legközelebb Bécsben játszottak '88 májusában). Zappa (a korábbi évekhez képest mindenképpen) viszonylag kevesebb időt töltött a zenekarral, a próbákat Scott Thunes basszusgitáros vezette, az ő megosztó személyisége azonban lassan maradandó nyomokat hagyott mindenkiben: a feszültségek növekedtével a zenekar kijelentette, hogy nem hajlandóak vele játszani – ez azonban a csapat és a turné végét is jelentette. Erről a koncertsorozatról a Broadway The Hard Way után nem sokkal jelent meg a The Best Band You Never Heard in Your Life (1991) és a Make a Jazz Noise Here (1991), mindkettő dupla CD. Mindhárom kiadvány kísérőfüzetében ez olvasható:
Minden dal élő felvétel, semmiféle utólagos korrekciót nem tartalmaz.

## A lemezről
A turné anyagából megjelent három kiadvány közül a Broadway the Hard Way jelent meg elsőként, ezen van a legtöbb vokális szám, a legtöbb új dal, és viszonylag sok feldolgozás vagy zenei idézet. Stilárisan is talán ez a leggazdagabb: hallhatunk rajta bluest, rap-paródiát, dzsesszt, Broadway-slágert, hosszú szólót és pörgős rock-dalt is.
A szövegek jó része szociális és politikai szatíra, a választott célpontok széles skálán mozognak: Richard Nixon és Ronald Reagan a "Dickie's Such An Asshole"-ban kapja meg a magáét, a "Rhymin' Man"-ben Jesse Jackson kerül elő , Jim és Tammy Faye Bakker és Pat Robertson a "Jesus Thinks You're A Jerk"-ben, a "Why Don't You Like Me?" pedig egy Michael Jackson paródia.
A lemezen szereplő több feldolgozás közül említésre érdemes a "Stolen Moments" vagy a Police együttes "Murder by Numbers" című dala, amiben maga Sting énekel (a chicagói koncert szünetében jött fel gratulálni a nézőtérről, és Zappa meghívta egy beugrásra, mindennemű próba nélkül)[forrás?]. A "Rhymin' Man" olyan örökzöldek pár másodpercnyi idézeteit tartalmazza, mint a "Happy Days Are Here Again", a "Hava Nagila", a "La Cucaracha" és a "Frere Jacques", a "What Kind of Girl" "Strawberry Fields Forever"-ből szólaltat meg egy sornyit, a "Jesus Thinks You're a Jerk"-ben pedig a "Louie Louie" és a "Rock of Ages" motívuma hangzik el.

## Grammy jelölés
- "Best Musical Cast Show Album",[1] 1990;

## A lemez számai
A másként feltüntetekken kívül minden darab Frank Zappa szerzeménye.

### CD változat
1. "Elvis Has Just Left the Building" – 2:24
2. "Planet of the Baritone Women" – 2:48
3. "Any Kind of Pain" – 5:42
4. "Dickie's Such an Asshole" – 5:45
5. "When the Lie's So Big" – 3:38
6. "Rhymin' Man" – 3:50
7. "Promiscuous" – 2:02
8. "The Untouchables" (Riddle) – 2:26
9. "Why Don't You Like Me?" – 2:57
10. "Bacon Fat" (Andre Williams, Dorothy Brown, Zappa) – 1:29
11. "Stolen Moments" (Oliver Nelson) – 2:57
12. "Murder by Numbers" (Sting, Andy Summers) – 5:37
13. "Jezebel Boy" – 2:27
14. "Outside Now" – 7:49
15. "Hot Plate Heaven at the Green Hotel" – 6:40
16. "What Kind of Girl?" – 3:17
17. "Jesus Thinks You're a Jerk" – 9:15

### Az eredeti nagylemez
A oldal:
1. "Elvis Has Just Left the Building" – 2:24
2. "Planet of the Baritone Women" – 2:48
3. "Any Kind of Pain" – 5:42
4. "Jesus Thinks You're a Jerk" – 9:15

B oldal:
1. "Dickie's Such an Asshole" – 6:37
2. "When the Lie's So Big" – 3:38
3. "Rhymin' Man" – 3:51
4. "Promiscuous" – 2:03
5. "The Untouchables" (Nelson Riddle, Zappa) – 3:05

## A zenészek
- Frank Zappa – szólógitár, ének
- Kurt McGettrick – baritonszaxofon
- Scott Thunes – basszusgitár
- Albert Wing – tenorszaxofon
- Ed Mann – ütőhangszerek
- Chad Wackerman – dobok
- Ike Willis – gitár, ének
- Paul Carman – altszaxofon
- Walt Fowler – trombita
- Mike Keneally – szintetizátor, ének, gitár
- Bruce Fowler – harsona
- Robert Martin – billentyűk, ének

vendég:
- Sting – ének a "Murder By Numbers"-ben
- Eric Buxton – ének

## Külső hivatkozások
- Dalszövegek és információk – az Information Is Not Knowledge honlapon
- A kiadás részletei – a Zappa Patio oldalon
- The Frank Zappa 1988 Tour Project – Pat Buzby 88-as turné adatbázisa
- 1988 Was A Million Years Ago – Mike Keneally gitáros turnénaplója